# Roma (Svédország)
Roma település Svédországban, Gotland szigetén. Közigazgatásilag Gotland községhez tartozik.
Nevezetessége az 1164-ben alapított ciszterci kolostor.